# 有坂隆道
有坂 隆道（ありさか たかみち、1921年1月2日 - 2004年6月18日）は、日本の歴史学者、関西大学名誉教授。専門は日本近世史。

## 経歴
1921年、東京生まれ。京都帝国大学文学部史学科で国史を専攻して卒業。1979年に学位論文『日本洋学史の基礎的研究』を関西大学に提出して文学博士の学位を取得。関西大学文学部助教授、後に教授。1992年に関西大学を定年退職し、名誉教授となった。
山片蟠桃や麻田剛立など日本洋学史を研究。古代史研究も行う。

## 家族・親族
- 娘：有坂道子は歴史学者（京都橘大学准教授）。

## 著書
- 『古代史を解くカギ 高松塚以降の四大発見』毎日新聞社 1982、毎日選書『古代史を解く鍵 暦と高松塚古墳』講談社学術文庫
- 『山片蟠桃と升屋』創元社 1993
- 『山片蟠桃と大阪の洋学』創元社 2005。ISBN 978-4422201467

## 共編著
- 『地方史の研究と編集』藤本篤共著、ミネルヴァ書房 1968
- 『日本洋学史の研究』全10巻 編、創元社 1968-91
- 『日本史要論』木村武夫、井上薫共編、ミネルヴァ書房 1971
- 『大坂町鑑集成』藤本篤共編、清文堂出版 1976
- 『論集日本の洋学』全5巻 浅井允晶共編、清文堂出版 1993-2000

## 記念論集
- 『日本文化史論集 有坂隆道先生古稀記念』同朋舎出版 1991